# 57e Gemotoriseerde Korps (Wehrmacht)
Het 57e Gemotoriseerde Korps (Duits: Generalkommando LVII. Armeekorps (mot.)) was een Duits legerkorps van de Wehrmacht tijdens de Tweede Wereldoorlog. Het korps was vrijwel exclusief in actie in de centrale sector van het oostfront.

## Krijgsgeschiedenis

### Oprichting
Het 57e Gemotoriseerde Korps werd opgericht op 15 februari 1941 in Augsburg, in Wehrkreis VII.

### Inzet

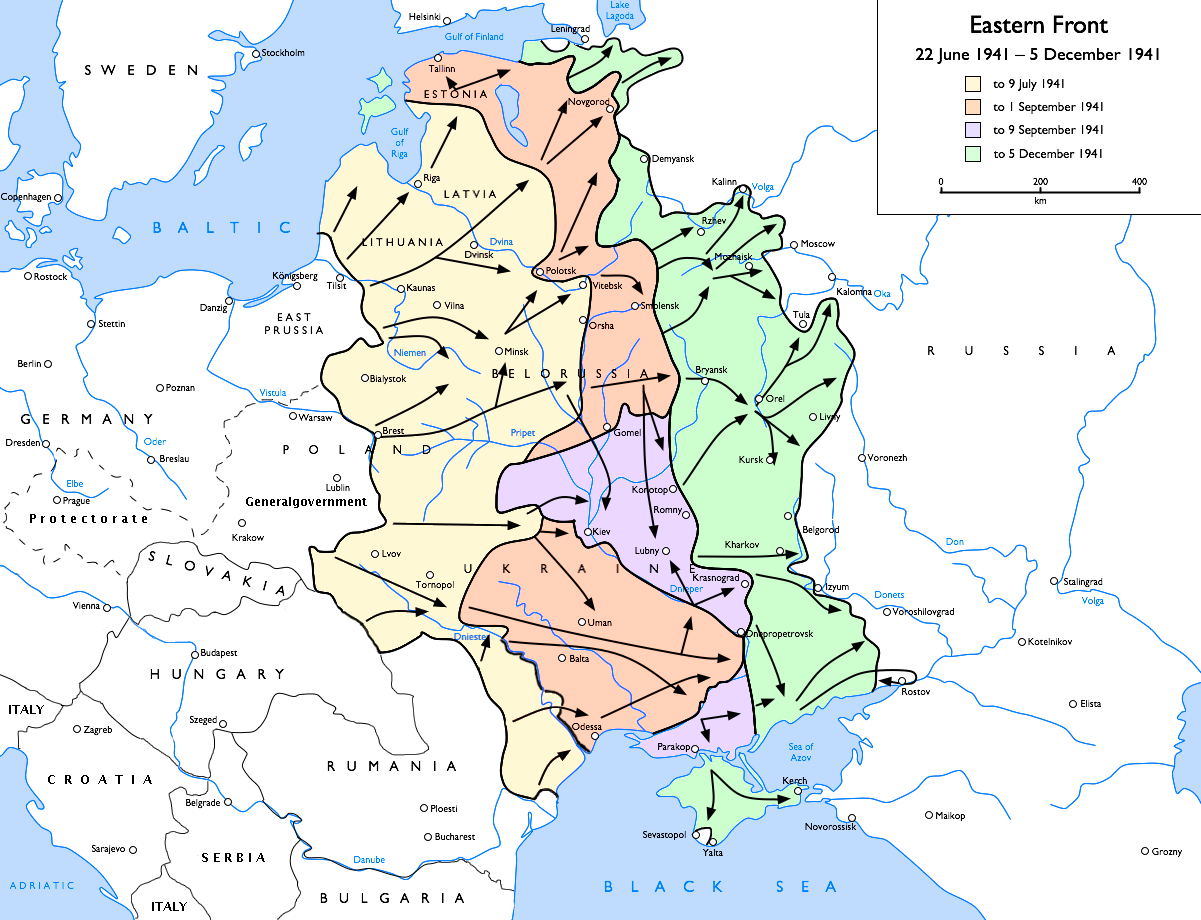
De Duitse opmars in de Sovjet-Unie van juni tot december 1941

Bij het begin van de veldtocht tegen de Sovjet-Unie (Operatie Barbarossa), trok Panzergruppe 3 op ten noorden van Białystok. Het korps vormde samen met het 39e Pantserkorps de meest noordelijke arm van Heeresgruppe Mitte. Het korps beschikte hiervoor over de 12e en 19e Pantserdivisies en de 18e Gemotoriseerde Divisie. Al op 23 juni werd de Panzergruppe hevig aangevallen door Sovjet-eenheden die vanuit het Grodno-gebied een tegenaanval uitvoerden. De volgende dag kon na aflossing door de infanterie, de opmars weer verder en op 26 juni werd de omsingeling rond Białystok – Novogrudok gesloten. De troepen van Panzergruppe 3 drongen al via Molodechno door in het gebied ten oosten van Minsk tot aan de Berezina. Zo werd de omsingeling van het 13e Sovjetleger (in reserve) vanuit het noorden geïnitieerd. Op 3 juli stak de 19e Pantserdivisie de Westelijke Dvina over bij Disna. Het korps beveiligde de Duitse opmars naar Smolensk en vormde een deel van het noordelijke front van de omsingeling bij Smolensk. Het korps werd vervolgens naar het noorden gedraaid en nam deel aan de veldslagen om Velikieje Loeki. Het korps bleef vervolgens enkele weken in het gebied ten oosten en noordoosten van deze stad en was zelfs tijdelijk deel van Heeresgruppe Nord rond Demjansk.
Eind september 1941 maakte het korps deel uit van Operatie Taifun, de aanval op Moskou. Vanaf 2 oktober rukte het korps richting Juchnov, dat op 5 oktober werd ingenomen. Vervolgens raakte het korps in zware gevechten rond Borovsk, die tot 16 oktober duurden. Daarna liep het Duitse offensief op Moskou vast. Medio november werd het Duitse offensief hervat. Het korps trok vanuit het zuidwesten tegen Moskou, maar liep op tegen zwaar verzet. Op 5 december had het korps et gebied ten zuiden van Naro-Fominsk bereikt, maar dat was het einde. Het Duitse offensief was vastgelopen. Nu kregen de Duitsers te maken met het tegenoffensief van de Sovjets. Medio december ging Naro-Fominsk verloren en tegen het eind van het jaar vocht het korps rond Maloyaroslavets. In januari 1942 braken Sovjeteenheden door op de naad tussen het 4e Leger en het 4e Pantserleger. De strijd om dit gat in het front bij Juchnov te dichten duurde tot eind januari 1942. Na het verlies van deze stad in maart 1942 werd het korps OKH-reserve in het gebied rond Mogilev, waar het meerdere maanden bleef.
Het 57e Gemotoriseerde Korps werd op 21 juni 1942 bij Mogilev in Rusland omgevormd in 57e Pantserkorps.

## Bovenliggende bevelslagen
| Leger              | Legergroep         | Plaats/regio                   | Begin                | Eind                 |
| ------------------ | ------------------ | ------------------------------ | -------------------- | -------------------- |
| direct onder bevel | Wehrkreis VII      | Heimat                         | 15 februari 1941     | 15 maart 1941        |
| 2. Armee           | Heeresgruppe C     | Heimat                         | 15 maart 1941        | 2 april 1941         |
| 11. Armee          | Heeresgruppe C     | Heimat                         | 2 april 1941         | 15 april 1941        |
| Panzergruppe 3     | OKH                | Heimat                         | 15 april 1941        | 20 juni 1941         |
| Panzergruppe 3     | Heeresgruppe Mitte | Vilnius, Białystok             | 20 juni 1941         | 18 augustus 1941     |
| Gruppe Stumme      | Heeresgruppe Mitte | Smolensk                       | 18 augustus 1941     | 26 augustus 1941     |
| 9. Armee           | Heeresgruppe Mitte | Smolensk                       | 26 augustus 1941     | begin september 1941 |
| 16. Armee          | Heeresgruppe Nord  | Demjansk                       | begin september 1941 | 24 september 1941    |
| Panzergruppe 4     | Heeresgruppe Mitte | Roslavl, Juchnov               | 24 september 1941    | 6 oktober 1941       |
| 4. Armee           | Heeresgruppe Mitte | Juchnov, Naro-Fomisnk, Juchnov | 7 oktober 1941       | 12 maart 1942        |
| direct onder bevel | OKH                | Mogilev                        | 12 maart 1942        | 21 juni 1942         |

## Commandanten

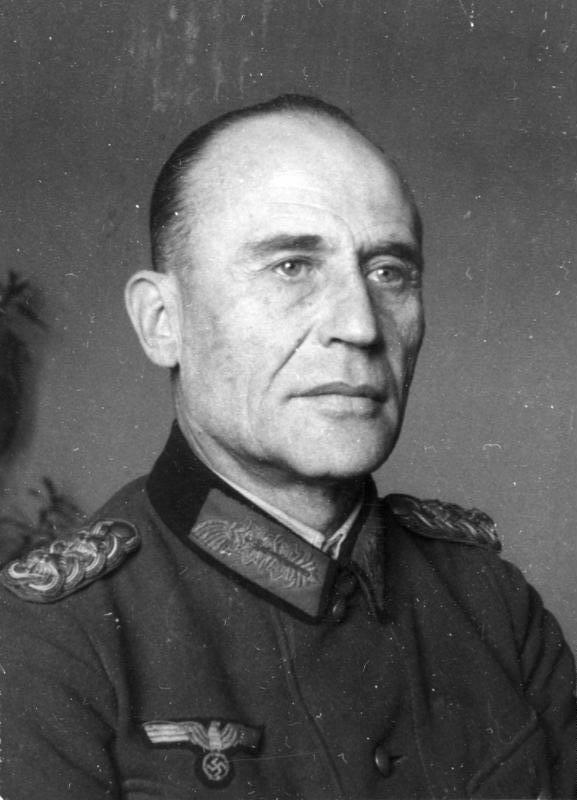
Generaal Friedrich Kirchner

| Rang                                                              | Naam               | Begin            | Eind             |
| ----------------------------------------------------------------- | ------------------ | ---------------- | ---------------- |
| Generalleutnant General der Panzertruppe (vanaf 1 april 1940)     | Adolf Kuntzen      | 15 februari 1941 | 15 november 1941 |
| Generalleutnant                                                   | Friedrich Kirchner | 15 november 1941 | 12 januari 1942  |
| General der Panzertruppe                                          | Adolf Kuntzen      | 12 januari 1942  | 31 januari 1942  |
| Generalleutnant General der Panzertruppe (vanaf 15 februari 1942) | Friedrich Kirchner | 31 januari 1942  | 21 juni 1942     |